# 韋布峰
69°38′S 66°28′W / 69.633°S 66.467°W
韋布峰（英語：Webb Peak），是南極洲的山峰，位於帕爾默地，海拔高度1,480米，在1940年由美國研究隊拍攝照片，以美國的測地學家命名，現時由南極條約體系管理。